# Пчельников, Никита Игнатьевич
Ники́та Игна́тьевич Пче́льников (21 сентября 1899, с. Березнеговатка, Тамбовская губерния, Российская империя— 13 сентября 1970, Москва, СССР) — советский военный деятель и ученый, действительный член Академии артиллерийских наук (20.09.1946), доктор технических наук (1940), профессор (1941), инженер-полковник (1942).

## Биография
Родился 21 сентября 1899, в селе с. Березнеговатка, ныне Добринского района Липецкой области в бедной крестьянской семье. Русский. В 1912 году с отличием окончил Березнеговатскую сельскую школу, в 1916 году окончил с отличием Усманское высшее начальное училище, а в 1918 году окончил Усманское реальное училище и продолжил учебу в школе 2-й ступени. С 1918 года — начальник агитационно-трудового отряда и организатор комсомольских ячеек на селе в Усманском уезде Тамбовской губернии.
В Красной армии с сентября 1920 года: курсант 6-х Саратовских артиллерийских курсов командного состава. В марте-ноябре 1921 года принимал участие в ликвидации банд Антонова в Тамбовской губернии. В мае-октябре 1922 года был в должности курсанта на Туркестанском фронте (афганская граница). С сентября 1922 года — орудийный начальник, с февраля 1923 года — помощник командира взвода, с июня 1923 года -командир взвода 2-й батареи 4-го конно-артиллерийского дивизиона 4-й Бессарабской кавалерийской дивизии. С декабря 1923 года — командир взвода учебной батареи Украинского военного округа. С января 1924 года — командир взвода, с февраля 1926 года — начальник химической службы отдельной конно-гаубичной батареи 2-го кавалерийского корпуса. С октября 1926 года — командир батареи 3-й конно-артиллерийской дивизии.
С сентября 1928 года — слушатель артиллерийского факультета Военно-технической академии РККА им. Ф. Э. Дзержинского. С мая 1932 года — адъюнкт, с июля 1932 года — начальник учебной части факультета приборов управления артиллерийским огнем, с февраля 1937 года по марте 1942 года — начальник кафедры приборов управления артиллерийским огнем Артиллерийской академии им. Ф. Э. Дзержинского. Одновременно профессор кафедры «Счетно-решающие приборы и устройства» МВТУ им. Н. Э. Баумана. В марте 1942 года — марте 1944 года — начальник 4-го отдела (зенитного вооружения) Артиллерийского комитета ГАУ Красной армии. Во время Великой Отечественной войны был в командировках на Сталинградском, Ленинградском и 2-м Украинском фронтах. В марте 1944 года — декабре 1947 года — начальник кафедры артиллерийских приборов Артиллерийской академии им. Ф. Э. Дзержинского. В 1945 году был командирован на завод Карла Цейса в Германии для ознакомления с постановкой производства там артиллерийских приборов. В июле 1947 года — сентябре 1953 года — академик-секретарь 5-го отделения (отделения радиолокации и артиллерийских приборов) Академии артиллерийских наук и по совместительству в июне 1947 года — сентябре 1949 года — старший преподаватель кафедры артиллерии Артиллерийской академии им. Ф. Э. Дзержинского. С сентября 1953 года — научный консультант Научно-исследовательского института № 5 Главного артиллерийского управления. С июля 1958 года — ученый секретарь Научно-исследовательского института № 5 Госкомитета по радиоэлектронике. С декабря 1960 года инженер-полковник Пчельников в отставке.
Крупный специалист по вопросам теории приборостроения. Написал 16 научных работ, в том числе стабильный учебник по теории ПУАЗО. С его именем связана история развития теории ПУАЗО, в частности учет в ПУАЗО маневра цели, применение методов решения задачи встречи при стрельбе по движущимся целям с подвижного основания, совершенствование теории расчета счетно-решающих механизмов. Участвовал в разработке прибора управления огнем наземной артиллерии для стрельбы по танкам, прицела для 37-мм зенитной пушки.
Умер 13 сентября 1970 года. Похоронен на Головинском кладбище в Москве.

## Награды
- орден Ленина (06.11.1945)[5][6]
- три ордена Красного Знамени (03.11.1944[7][6], 15.11.1950[8][6], 28.10.1967[9])
- орден Отечественной войны II степени (17.11.1945)[10]
- орден Красной Звезды [8] (07.12.1940) — «в связи с 120-й годовщиной Артиллерийской ордена Ленина Академии Красной Армии имени Дзержинского, за плодотворную работу по выращиванию и воспитанию артиллерийских кадров»
  - медали в том числе:
  - «XX лет Рабоче-Крестьянской Красной Армии» (1938)[8]
  - «За оборону Москвы» (05.04.1945)[11]
  - «За победу над Германией в Великой Отечественной войне 1941—1945 гг.» (1945)[8]

## Труды
- Теория приборов управления артиллерийским огнем /И. Ф. Сакриер, Н. И. Пчельников. — Л. : Артиллерийская академия РККА имени Ф. Э. Дзержинского, 1935. — 398 с.
- Курс теории ПУАЗО. Л.: Арт. академия, 1936 (соавтор Сакриер И. Ф.);
- Приборы управления артиллерийским огнем. Ч. 1. Теория и расчет счетно-решающих механизмов. Л.: Арт. академия, 1938. 1290 с.;
- Приборы управления артиллерийским зенитным огнем (ПУАЗО). В 2 кн. / Н. И. Пчельников. — М. : Воениздат НКО СССР, 1940.
- Приборы управления артиллерийским зенитным огнем. М.: Оборонгиз, 1940. 352 с.;
- Теория приборов управления огнем зенитной артиллерии: Справочник. Л.: Гос. изд-во судостроительной литературы, 1948. 96 с.;
- Приборы управления артиллерийским зенитным огнем. М.: Воениздат, 1949. 384 с.;
- О случайных и систематических ошибках в интегрирующих механизмах // Известия ААН. 1949. Вып. 4;
- Влияние постоянных ошибок текущих координат цели на точность решения задачи встречи // Известия ААН. 1952. Вып. 22. С. 15-40;
- Задачи совместной конференции 2-го и 5-го отделений по вопросам артиллерийского аэрофотографирования и фотограмметрической обработки фотоснимков //Сборник докладов ААН. 1952. Вып. XV. С. 3-12.

## Семья
сын — Юрий Никитич Пчельников